# Hero Factory (Legoland)
Hero Factory is een robotarm in het Duitse attractiepark Legoland Deutschland.
De tien robotarmen en de wachtrij zijn gethematiseerd naar Hero Factory. Het was ook voor een korte periode gethematiseerd naar LEGO Mindstorm. De attractie is in tweeën gedeeld. Aan iedere kant van de ruimte bevindt zich een groot platform met daarop toegang tot vijf robotarmen, waarin plaats is voor twee bezoekers. Het bijzondere aan deze attractie is, is dat bezoekers voor een groot deel zelf de rit kunnen bepalen. Halverwege de wachtrij bevinden zich een aantal computers. Bezoekers kunnen hier aangeven welke componenten zij tijdens de rit willen ervaren. Zo kan er bijvoorbeeld gekozen worden of er inversies tijdens de rit voorkomen. Na het invoeren van de gewenste gegevens, krijgen de bezoekers een kaart met daarop de informatie over het programma. Deze kaart geeft men af aan de medewerker bij de robotarm die de kaart in de paslezer van de robotarm steekt. Deze speelt dan het gekozen programma af. Ondanks dat elke bezoeker zijn eigen rit kan bepalen, duurt elke rit precies 90 seconden. Tijdens de rit kan een hoogte van vijf meter bereikt worden en kunnen positieve en negatieve G-krachten van 1,9 ervaren worden.
In Legoland Billund stond van 2004 t/m 2025 een vrijwel identieke attractie onder de naam Ice Pilots School.